# Guglielmo Ludolf
Guglielmo Costantino, graaf Ludolf (1758 – 1839), was een Siciliaans edelman en diplomaat. Hij was onder andere ambassadeur in het Verenigd Koninkrijk en bij de Verheven Porte. Zijn echtgenote was de Poolse Tecla Weissenhof.